# Бердская
Бердская (Бёрды) — исторический район Оренбурга, бывшая станица в Оренбургской губернии. Возникла в 1736 году первоначально как крепостное поселение Бердский городок. В настоящее время, на месте станицы находится одноимённый район Оренбурга — Берды.
Название взято из башкирского языка и переводится как рыба хариус (баш.  Бәрҙе ).

## История
Первым атаманом бердской крепости был Степан Семенович Шацкий, переведенный сюда в 1736 году из Яицкого городка. В 1743 году Бердская крепость была избрана окончательным местом для построения города Оренбурга. Расположена близ впадения реки Сакмары в реку Урал. В 1743 году Оренбург был заложен на нынешнем месте генералом Штокманом, причём Бердская крепость отнесена к реке Сакмаре. В середине XVIII века станица Бердская располагалась в 7 верстах от Оренбурга.
Станица Бердская (Бердская слобода) сыграла заметную роль в формировании Оренбургского Казачьего войска. Так, в 1744 году из жителей Оренбурга и слободы Бердской был образован Оренбургский нерегулярный корпус численностью 700 человек, ставший основой созданного в 1748 году «Оренбургского нерегулярного войска».
В 1773 году в Бердской располагалась ставка Пугачёва в период осады им Оренбурга. Из Бердской слободы по селениям и заводам рассылались посланцы с его манифестами, в которых тот объявлял народу вечную волю, провозглашал освобождение от подневольного труда на помещиков и заводчиков, от податей и повинностей, жаловал землю, призывал к истреблению крепостников, провозглашал свободу вероисповедания.
В 1833 году Бердскую посетил А. С. Пушкин для изучения и сбора материалов по истории Пугачёва.

## Известные земляки
- Коровяков, Александр Петрович (16 ноября 1912, Бердская, Оренбургская губерния — 1993 Санкт-Петербург) — русский советский художник, живописец, член Санкт-Петербургского Союза художников (до 1992 года — Ленинградской организации Союза художников РСФСР), представитель ленинградской школы живописи.